# Charles Dantzig
Pour les articles homonymes, voir Dantzig.
Charles Dantzig, né le 7 octobre 1961 à Tarbes, est un écrivain et éditeur français.

## Biographie
Charles Dantzig suit des études de droit et soutient une thèse sur les « libertés de l'air », une étude sur les droits de trafic que les États accordent aux compagnies aériennes,. À 28 ans, il publie son premier essai, Remy de Gourmont, cher vieux daim ! (Le Rocher, 1989), en même temps que son premier recueil de poèmes, Le chauffeur est toujours seul (La Différence, 1990),.
Il rejoint la maison d'édition Les Belles Lettres, où il crée et dirige trois collections : « Brique », pour la littérature contemporaine, « Eux & nous », où des écrivains français parlent de leur lien littéraire avec des auteurs de l'Antiquité classique, et « Trésors de la nouvelle ». Il publie la première traduction française du roman irlandais de Flann O'Brien At Swim-Two-Birds ainsi que la première traduction d'un recueil de poésies de F. Scott Fitzgerald, Mille et un navires, ayant lui-même traduit sa pièce de théâtre Un légume et les chroniques d'Oscar Wilde Aristote à l'heure du thé (première édition française). Il publie les œuvres complètes de Marcel Schwob et plusieurs anthologies de poésie, comme l’Anthologie de la poésie symboliste, l’Anthologie de la poésie grecque classique, et la première anthologie des poésies de Voltaire. Les Belles Lettres publient ses essais, comme Il n'y a pas d'Indochine (1995,), et La Guerre du cliché (1998), ainsi que ses recueils de poésie Que le siècle commence (1996), Ce qui se passe vraiment dans les toiles de Jouy (1999), et À quoi servent les avions ? (2001), dont un poème pressent les événements du 11 septembre. Une première anthologie de ses poèmes est publiée en 2003 sous le titre d'En souvenir des long-courriers. 2003 voit aussi la publication du Bestiaire, un recueil de poèmes animaliers.
Dans Le Monde du 18 mars 2012, il publie une tribune intitulée « Du populisme en littérature », où il critique la contamination de la littérature par le souci du sujet, réalisme à son sens dangereux pour sa vocation esthétique. Cette tribune provoque un débat littéraire. Plusieurs écrivains, comme Michel Crépu, le directeur de la Revue des Deux Mondes, lui répondent, créant une vive polémique. Elle fait l'objet d'un dossier spécial du magazine Transfuge, et est traduite à l'étranger. Elle a été reprise dans Les Écrivains et leurs mondes en 2016.
Charles Dantzig est éditeur et membre du comité de lecture aux Éditions Grasset, où il dirige également la collection des « Cahiers Rouges », et où il crée en 2015 une collection et une revue internationale qui portent le même nom : « Le Courage ». La revue rassemble plusieurs auteurs autour d'un thème. « Le Courage » a reçu en 2017 le prix Rive Gauche de la meilleure revue littéraire,. Charles Dantzig est éditeur de littérature, publiant exceptionnellement des livres politiques, comme le De la race en Amérique de Barack Obama, en première édition mondiale et première édition de l'auteur en France, ou, dans les mêmes conditions, le Pour l'Ukraine, de Volodymyr Zelensky, dont l'édition a servi de base à de nombreuses traductions internationales, les profits de toutes ces éditions étant versés au peuple ukrainien[réf. nécessaire].
Charles Dantzig a longtemps signé le feuilleton du Magazine littéraire, ainsi que celui de L'Express.[réf. nécessaire]

### Romans
Son premier roman, Confitures de crimes, paraît aux Belles Lettres en 1993. Il relate l'accession d'un poète à la présidence de la République et la guerre qu'il déclenche une fois au pouvoir. Ce roman est la première manifestation dans sa fiction de son intérêt pour la tyrannie et de son ironie envers les postures et les comédies. Son deuxième roman, Nos vies hâtives, paraît chez Grasset en 2001 et est récompensé par les prix Jean Freustié et Roger Nimier. Un film d'amour, publié en 2003, est un roman « choral » et se présente comme la transcription d'un documentaire télévisé sur un jeune cinéaste disparu, Birbillaz.
Son quatrième roman, Je m'appelle François, paraît en 2007 chez Grasset. Il est inspiré d'un fait divers, la vie de Christophe Rocancourt, qu'il transforme pour lui inventer un destin. En août 2011 paraît Dans un avion pour Caracas, roman qui se déroule entièrement dans un vol entre Paris et Caracas. Le narrateur va chercher un ami disparu dans la capitale du Venezuela, un de ces intellectuels français à la lisière de la philosophie et de la fiction, que l'auteur appelle « frôleurs de littérature ».
En 2015, Charles Dantzig publie chez Grasset Histoire de l'amour et de la haine, son cinquième roman, qui met en scène sept personnages pendant les débats et les manifestations autour du projet de loi pour le mariage entre personnes de même sexe de 2013. L'œuvre est construite non pas autour d'une intrigue mais de thèmes, de concepts et d'objets existentiels autour desquels l'auteur fait varier le point de vue des personnages pour construire le récit.
En 2024, Charles Dantzig publie un nouveau roman, Paris dans tous ses siècles, chez Grasset, pour lequel il reçoit le prix Balzac.

### Essais
(décembre 2024).
En 2005 paraît le Dictionnaire égoïste de la littérature française, notamment récompensé par le prix Décembre et le prix de l'essai de l'Académie française. Charles Dantzig y développe sa vision de la littérature. L'ouvrage rencontre un succès critique et populaire, en France et à l'étranger. En 2009, Grasset publie l'Encyclopédie capricieuse du tout et du rien, récompensée par le prix Duménil. Cet essai est constitué de 800 pages de listes : « liste des plages à sept heures », « liste des nuages », « liste de la mode à Londres », « liste de livres que j'aurais pu écrire », « liste d'animaux tragiques ». Vient ensuite en 2010 un essai sur la lecture, Pourquoi lire ?. L'auteur reçoit à cette occasion le grand prix Jean-Giono pour l'ensemble de son œuvre.
En 2011, il recrée et préside le Stendhal Club, dont le nombre de membres dans le monde est limité à 12. Le Stendhal Club publie une revue « éventuellement annuelle » (deux numéros à ce jour), et a réédité en 2017 les Romans inachevés de Stendhal dans la collection des « Cahiers Rouges », précédés d'une préface-conversation de trois membres du Stendhal Club.
En 2013, Charles Dantzig publie un essai sur la notion de chef-d'œuvre en littérature, À propos des chefs-d'œuvre et une traduction de L'Importance d'être Constant d'Oscar Wilde, précédé d'une longue préface, « La première Gay Pride » ; en octobre, il réédite chez Grasset son livre paru en 1995 aux Belles Lettres, Il n'y a pas d'Indochine, revu et augmenté d'une préface inédite. Cette « visite d'idées » propose sous la forme d'un carnet de voyages, un foisonnement de pensées sur des sujets aussi variés que le génie en littérature, le marbre blanc dans la sculpture grecque ou la mafia sicilienne.
En 2016, il publie dans la collection « Bouquins », chez Robert Laffont, un ouvrage intitulé Les Écrivains et leurs mondes, composé du Dictionnaire égoïste de la littérature, de La Guerre du cliché, et d'un essai inédit, Ma République idéale.
En 2017, dans la collection « Bleue » de Grasset paraît un essai, Traité des gestes. Il s'agit d'une encyclopédie des gestes humains et d'une réflexion sur leur nature, leur sens et leur persistance. Il interroge leur origine et leur signification et dresse l'inventaire de gestes plus ou moins quotidiens, habituels et célèbres, à partir d'observations quotidiennes et de souvenirs, mais aussi de la littérature, des arts et de l'histoire. À l'occasion de cette publication, Dantzig reçoit le grand prix de littérature Paul-Morand pour son œuvre.
En 2019, il publie le Dictionnaire égoïste de la littérature mondiale chez Grasset. Après le Dictionnaire égoïste de la littérature française, ce second dictionnaire est consacré à la littérature « mondiale », et non « étrangère », l’auteur expliquant dans une entrée (« Étranger ») qu’il ne croit pas à la notion d’étranger en littérature. Il publie également Chambord-des-songes où, à partir d'une histoire du château parfois mêlée d'éléments imaginés, il réfléchit à la notion d'Histoire et à la façon dont les songes — créatifs — mènent le monde, par opposition aux rêves — stériles.
En 2021, il publie chez Grasset l'essai Théories de théories, suivant le double sens du mot théorie, « proposition générale sur un sujet particulier » et « succession de choses les unes à la suite des autres ». Il publie également un bref essai, Le Napoléonisme. Les trois stades du légendaire, où, à partir de l'exemple de Napoléon, il étudie comment une légende politique se forme: d'une simple méthode de propagande, elle se transforme, après la mort de celui qu'elle a servi, en système nostalgique d'adoration au service d'un parti, puis, de là, en signe qui a perdu tout sens et devient un art décoratif.
En 2022, il publie une nouvelle traduction, celle de l'essai biographique de Robert Ross sur le dessinateur Aubrey Beardsley (Les Cahiers rouges, Grasset), ainsi qu'un essai sur À la recherche du temps perdu et Marcel Proust, Proust Océan. En 2024, il publie une anthologie inédite, Histoire littéraire des Français, dans la collection Bouquins, qui rassemble thématiquement des écrits littéraires relatant les modes de vie des Français. En 2025, dans sa collection "Le Courage", chez Grasset, il dirige et préface une anthologie de témoignages de neuf hommes de moins de trente-cinq ans, de multiples pays, de multiples milieux sociaux, de multiples sexualités, sur leur expérience de la masculinité, Masculinité?

### Poésie
En 2010 sont publiés simultanément deux recueils de poèmes : une collection de ses nouveaux poèmes dans la collection « Bleue » de Grasset, Les Nageurs, ode au corps et à la sensualité masculine, ainsi qu'une anthologie de ses poèmes accompagnée de nouveaux écrits et d'essais critiques, La Diva aux longs cils, rassemblés par l'écrivain britannique Patrick McGuinness. En même temps, ses traductions d'Oscar Wilde et de F. Scott Fitzgerald sont rééditées dans « Les Cahiers Rouges ». Il revient à la poésie en 2018 avec Démocratie de bord de mer, dédiée « aux faons, aux lions ».

### Arts
Charles Dantzig collabore à des revues d'art et d'esthétique, avec des peintres comme Philippe Cognée ou Antonio Seguí. Il a ouvert la série du « Petit pan de mur jaune » du musée du Louvre, en 2007, en parlant devant le tableau de Van Dyck, Les Princes Charles-Louis et Rupert du Palatinat.[réf. nécessaire]
En 2010, commissaire associé de l'exposition d'ouverture du Centre Pompidou-Metz, « Chefs-d'œuvre ? », il interroge la notion de chef-d'œuvre en littérature.
En 2013, il écrit une étude, « Le grand absent », sur le nu masculin en littérature pour le catalogue de l'exposition « Masculin/masculin » au musée d'Orsay.
En 2016, il préface le catalogue de l'exposition Wilde, l'impertinent absolu, au musée du Petit Palais, et, en 2018, celui de l’exposition de Pierre et Gilles, « Le Temps imaginaire », à Paris.
En 2025, Charles Dantzig crée chez Grasset la collection (un seul art), en coédition avec le Centre Pompidou. Durant les cinq ans de fermeture du Centre pour travaux, dix œuvres appartenant aux collections du musée seront l'objet de textes d'écrivains. En avril 2025, la collection s'ouvre avec Grand intérieur rouge, de Dany Laferrière, en hommage à l'œuvre d'Henri Matisse, et Jimmy Freeman de Joy Majdalani, un essai sur la célèbre photographie de Robert Mapplethorpe.

### Théâtre
En 2012, il est un des écrivains intervenants dans la pièce de Christophe Honoré, Nouveau roman.
En 2021, sa pièce de théâtre ROTOTO Ier est jouée au théâtre du Rond-Point.

### Radio
De 2011 à 2017, Charles Dantzig a produit et présenté sur France Culture l'émission Secret professionnel. Chaque samedi soir, un invité révélait les « chemins cahoteux de la création, œuvre de l'esprit qui doit toujours s'affronter à la matière »,.
De 2017 à 2023, il a produit sur France Culture l'émission Personnage en personne, portrait d'un personnage de tout type de fiction, de l’Hélène d’Euripide à l'Orlando de Virginia Woolf en passant par l’Arturo Ui de Bertolt Brecht et le Divine de Jean Genet,,,.
En 2021-2022, il est commissaire de Proust, le Podcast, sur France Culture. Imaginant et dirigeant une grille de programmes de quatorze mois d'émissions relatives à la vie et l'œuvre de Proust par tous les producteurs et toutes les productrices de la chaîne, ce programme a rencontré un grand succès (3,5 millions d'auditeurs),,.
En 2022-2023, il a produit sur France Culture Les Quadrithèmes de Charles Dantzig, thème littéraire présenté en quatre volets (l'art de la bibliothèque, mai 1940 en littérature, Scott Fitzgerald, Pasolini, les personnages de tyrans, l'histoire des interviews littéraires…).

## Œuvres

### Romans
- Confitures de crimes (Les Belles Lettres, 1993)
- Nos vies hâtives (Grasset, 2001, et Le Livre de poche, prix Jean-Freustié 2001[38], prix Roger-Nimier[38])
- Un film d'amour (Grasset, 2003, et Le Livre de poche)
- Je m'appelle François (Grasset, 2007, et Le Livre de poche)
- Dans un avion pour Caracas (Grasset, 2011, et Le Livre de poche)
- Histoire de l'amour et de la haine (Grasset, 2015, et Le Livre de poche)
- Paris dans tous ses siècles (Grasset, 2024).

### Essais
- Remy de Gourmont, Cher Vieux Daim ! (Éditions du Rocher, 1989 ; 2e édition : Grasset, 2008, et Le Livre de poche)
- Il n'y a pas d'Indochine (Les Belles Lettres, 1995) - (réédition, Grasset, 2013, et Le Livre de poche)
- La Guerre du cliché (Les Belles Lettres, 1998)
- Dictionnaire égoïste de la littérature française (Grasset, 2005, et Le Livre de poche, cinq prix littéraires dont le prix Décembre (à l'unanimité), le prix de l'essai de l'Académie française, et du magazine Elle)
- Encyclopédie capricieuse du tout et du rien (Grasset, 2009, et Le Livre de poche prix Duménil à l'unanimité)
- Pourquoi lire ? (Grasset, 2010, et Le Livre de poche)
- À propos des chefs-d'œuvre (Grasset, 2013, et Le Livre de poche)[39]
- Les Écrivains et leurs mondes (Laffont, Bouquins, 2016)
- Traité des gestes (Grasset, 2017, et Le Livre de poche)
- Chambord-des-songes (Flammarion, 2019, et GF)
- Dictionnaire égoïste de la littérature mondiale (Grasset, 2019, et Le Livre de poche)
- Théories de théories (Grasset, 2021, et Le Livre de poche)
- Le Napoléonisme. Les trois stades du légendaire (Silvana Editoriale, 2021)
- Proust Océan (Grasset, 2022)
- Histoire littéraire des Français (Bouquins, 2024)

### Poèmes
- Le chauffeur est toujours seul (La Différence, 1990)
- Que le siècle commence (Les Belles Lettres, 1996, prix Paul-Verlaine de l’Académie française, 1997)
- Ce qui se passe vraiment dans les toiles de Jouy (Les Belles Lettres, 1999)
- À quoi servent les avions ? (Les Belles Lettres, 2001), livre dans lequel il imagine la destruction des tours jumelles avant les attentats du 11 septembre[d]
- En souvenir des long-courriers (Les Belles Lettres, 2003)
- Bestiaire, avec des encres de Mino (Les Belles Lettres, 2003)
- La Diva aux longs cils, anthologie réalisée par Patrick McGuinness, professeur au St. Anne’s College, Oxford (Grasset, 2010)
- Les Nageurs (Grasset, 2010)
- Démocratie de bord de mer (Grasset, 2018)
- Genre : fluide (Points Poésie, éditions du Seuil, 2022)

### Anthologies
- Anthologie des écrivains français racontés par les écrivains qui les ont connus, Les Belles Lettres, 1999 puis Grasset, coll. « Les Cahiers Rouges », 2021)
- Anthologie de la poésie grecque antique (dir.), Les Belles Lettres, 2000
- Marcel Schwob, Œuvres (dir.), Les Belles Lettres, 2002
- Voltaire, Poésies (dir.), Les Belles Lettres, 2003
- Remy de Gourmont, La Culture des idées, (Laffont, Bouquins, 2008)

### Traductions
- F. Scott Fitzgerald, Un légume (Grasset, coll. « Les Cahiers Rouges », 2010)
- Oscar Wilde, Aristote à l'heure du thé (Grasset, coll. « Les Cahiers Rouges », 2010)
- Oscar Wilde, L'Importance d'être Constant (Grasset, coll. « Les Cahiers Rouges », 2013)
- James Joyce, Les Chats de Copenhague (Grasset, 2013)
- Robert Ross, Aubrey Beardsley (Grasset, coll. « Les Cahiers rouges », 2022)

### Prix pour l'ensemble de son œuvre
- 2010 : Grand prix Jean-Giono[40]
- 2018 : Grand prix de littérature Paul-Morand, de l'Académie française[41]

## Décorations
- Chevalier de l'ordre national du Mérite[4].

- Officier de l'ordre des Arts et des Lettres[42].